# Gemmula vagata
Gemmula vagata is een slakkensoort uit de familie van de Turridae. De wetenschappelijke naam van de soort is voor het eerst geldig gepubliceerd in 1895 door E. A. Smith.